# Liste der Monuments historiques in Charenton-du-Cher
Die Liste der Monuments historiques in Charenton-du-Cher führt die Monuments historiques in der französischen Gemeinde Charenton-du-Cher auf.

## Liste der Bauwerke
| Bezeichnung      | Beschreibung                  | Standort                      | Kennzeichnung | Schutzstatus | Datum | Bild           |
| ---------------- | ----------------------------- | ----------------------------- | ------------- | ------------ | ----- | -------------- |
| La Grosse Forge  | Schmiede, erbaut 1824         | (Lage)                        | PA18000021    | Inscrit      | 2002  |                |
| Kirche St-Martin | Erbaut ab dem 11. Jahrhundert | (Lage)                        | PA00096759    | Inscrit      | 1927  | weitere Bilder |
| Haus             | Erbaut im 15. Jahrhundert     | 12, rue de la Chapelle (Lage) | PA00096760    | Inscrit      | 1930  |                |